# El Tossal (Sarral)
El Tossal és una muntanya de 613 metres que es troba al municipi de Sarral, a la comarca de la Conca de Barberà.